# Cymbale ride

Cymbale ride (1)

Pour les articles homonymes, voir Ride (homonymie).
La cymbale ride est une cymbale standard dans la plupart des sets de batterie. Tout comme la charleston, elle est une cymbale rythmique plutôt que d'accentuation, elle sert donc le plus souvent à marquer le rythme,. Elle est normalement placée à la droite (main dominante, pour un droitier) d'une batterie, au-dessus du tom basse. 

## Histoire
Le nom de la cymbale ride provient du verbe anglais « to ride », qui signifie « faire avancer » ou « conduire », or la cymbale ride, en tant que cymbale rythmique, a généralement pour rôle de soutenir et de guider le tempo.
La ride est une des cymbales courantes, répandues depuis les années 1930, d'abord via les batteurs de jazz puis intégrées aux configurations standard en batterie.

## Constitution
Le diamètre d'une cymbale ride varie de 18 à 24 pouces,. Une cymbale ride est constituée (comme tout type de cymbales) de trois parties distinctes : la cloche, la surface et le bord.
- La cloche est le centre de la cymbale et permet à celle-ci d'être attachée à son support (pied de cymbale ou sangle)[8].Quand la cloche est de grande taille, elle permet à la cymbale d'avoir plus d'harmonique et un son plein, tout en donnant un plus de volume[9],[10]. Lorsque le batteur frappe la cloche de la cymbale avec le corps de la baguette, le son produit est sec, puissant et précis[11].
- La surface de la cymbale produit l'essentiel du son en vibrant, et selon sa courbure elle va déterminer la note fondamentale de la cymbale ainsi que son attaque : plus la cymbale est plate, plus la note fondamentale est basse et la réponse douce; inversement, plus la cymbale est courbée, plus la note est haute et l'attaque rapide[9],[10].

On peut également trouver des cymbales dites Flat Ride qui sont des cymbales ride dépourvues de cloche et donc presque plates. Les flat ride sont originellement développées par Paiste en 1968 avec le batteur de jazz Joe Morello et sont principalement utilisées, de par leur faible volume et leur sonorité plus incisive, dans le jazz ou dans de la musique acoustique.
Certaines marques comme Paiste commercialisent des cymbales ride appelées Crash Ride qui sont plus petites, moins épaisses et avec une cloche plus petite que les rides classiques. Elles sont jouées de manière plus appuyée que les cymbales ride et sont donc principalement utilisées dans des genres ayant besoin d'un son plus lourd comme le rock, le metal ou le punk,.

## Technique de jeu
La cymbale ride se joue comme une charleston et peut remplir les mêmes fonctions rythmiques, à la différence qu'elle ne peut pas s'ouvrir.
Il existe plusieurs façons de jouer sur une cymbale ride, qui peuvent produire une grande variété de sons en la jouant avec la pointe de la baguette (l'olive), avec le corps de la baguette, avec des ballets ou avec des maillets. Il est aussi possible de faire varier la zone où l'on frappe : jouer plus près du bord produit un son plus grave et plus ample, tandis que jouer près de la cloche produit un son plus aigu et plus net.
On peut également la jouer comme une cymbale crash, frappée sur la tranche ou sur la cloche, afin d'obtenir différents sons.
Dans certaines musiques, notamment en jazz, les batteurs ajoutent une chaînette, allant de la cloche vers la tranche. On peut également ajouter des rivets sur la périphérie de la cymbale. Le son produit est alors plus long, car les vibrations de la cymbale agitent la chaînette ou les rivets[réf. souhaitée].